# Açucena
Açucena is een gemeente in de Braziliaanse deelstaat Minas Gerais. De gemeente telt 11.409 inwoners (schatting 2009).

## Aangrenzende gemeenten
De gemeente grenst aan Belo Oriente, Braúnas, Gonzaga, Governador Valadares, Guanhães, Joanésia, Mesquita, Naque, Periquito, Santa Efigênia de Minas en São Geraldo da Piedade.